# Seifersdorf (Großschirma)
Seifersdorf ist ein Ortsteil der sächsischen Stadt Großschirma im Landkreis Mittelsachsen. 

## Geografie

### Lage
Seifersdorf liegt südlich des Zellwalds. Es liegt am Langhennersdorfer Bach, einem Zufluss der Großen Striegis.

### Nachbarorte
| Goßberg   | Reichenbach                                 | Großvoigtsberg |
| Mobendorf | Kompassrose, die auf Nachbargemeinden zeigt |                |
|           | Langhennersdorf                             | Großschirma    |

## Geschichte

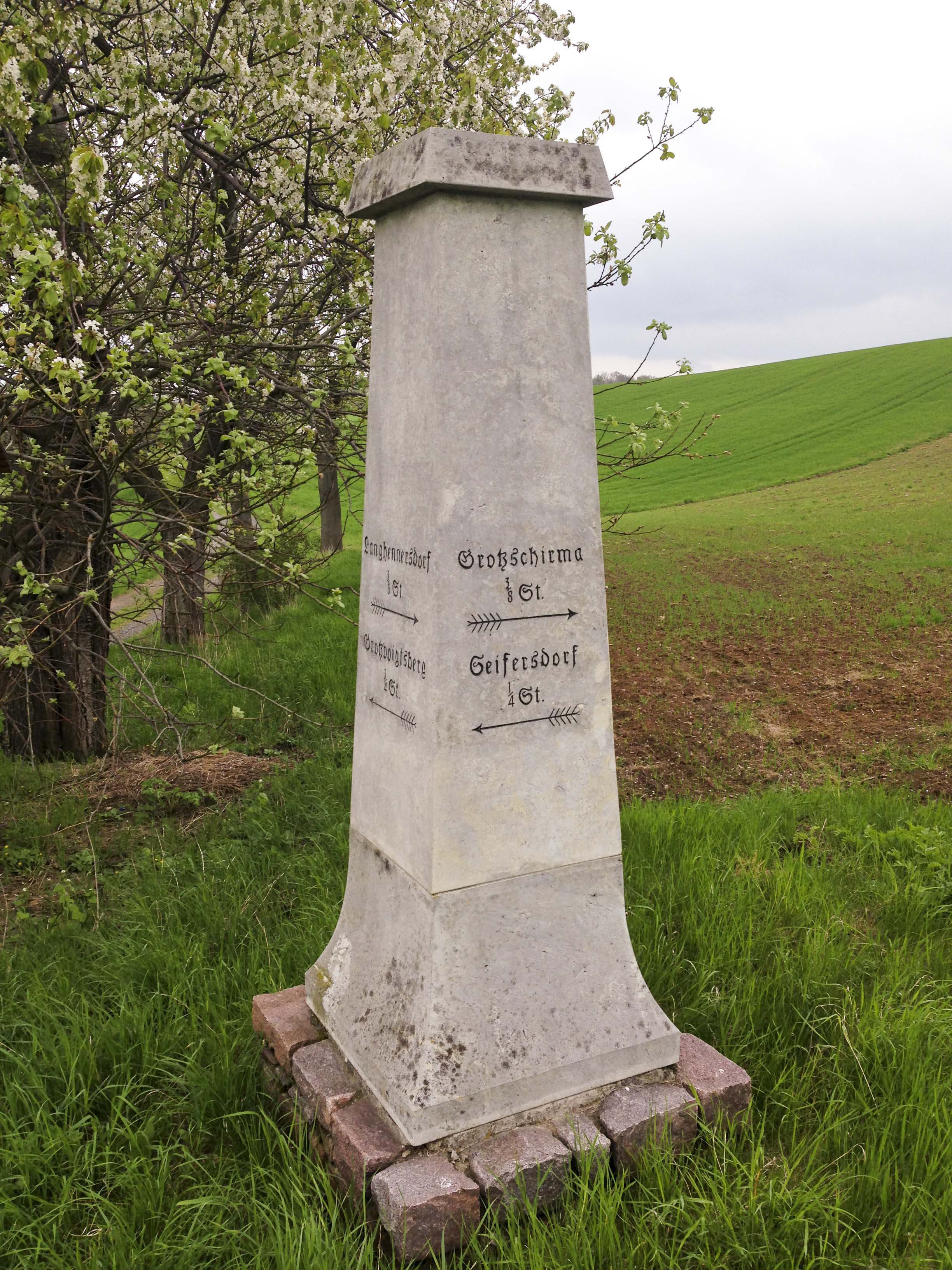
Seifersdorf, Distanzsäule

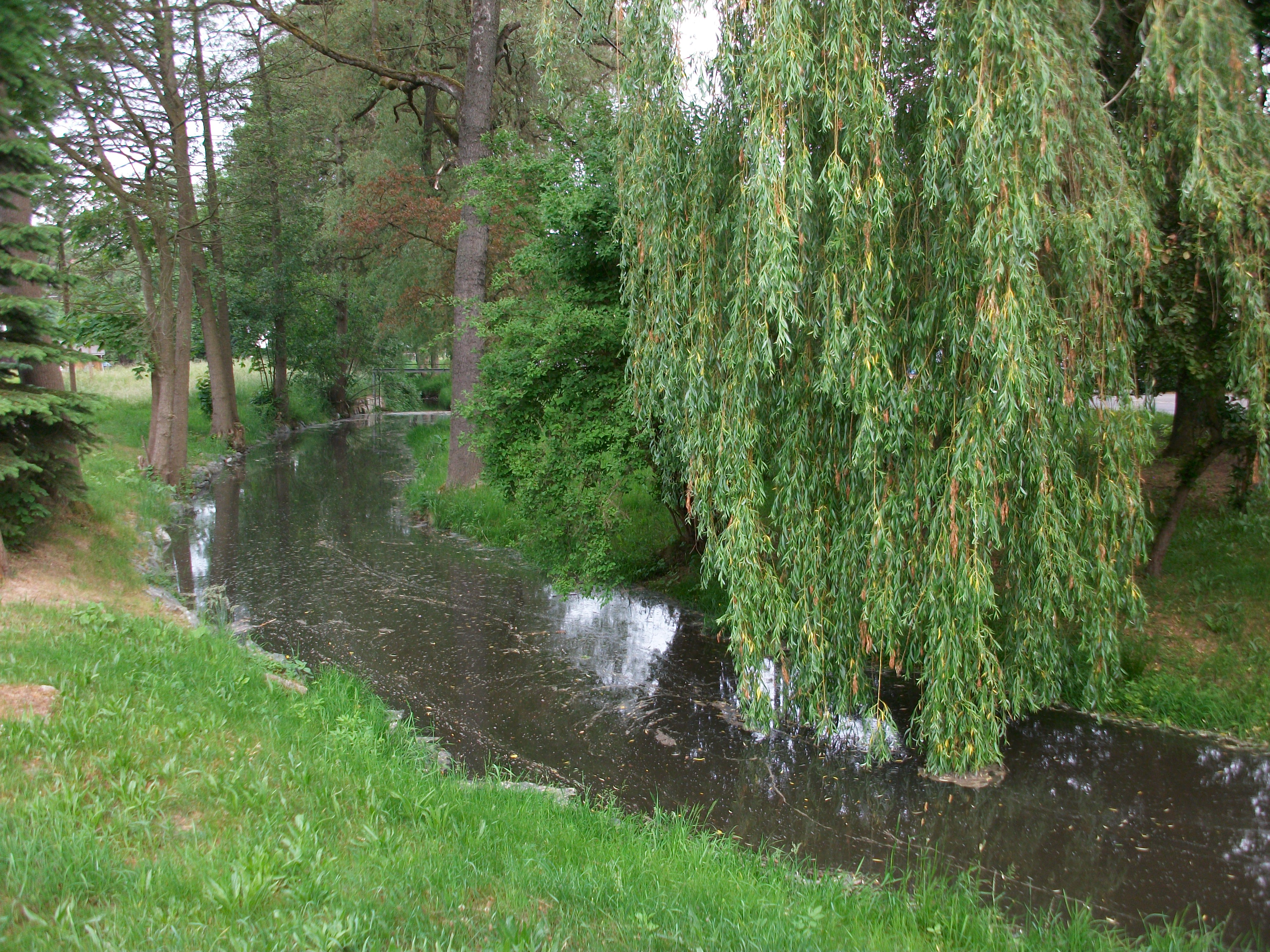
Der Perzebach in Seifersdorf

Seifersdorf wurde um 1248 als „Sifirsdorf“ erwähnt und gehörte bis 1540 zum Besitz des Klosters Altzella bei Nossen. Mit Einführung der Reformation und der Säkularisation des Klosters Altzella kam das Dorf zum Amt Nossen, wurde jedoch 1552 vom sächsischen Kurfürsten Moritz seinem Kanzler Ulrich Mordeisen für treue Dienste als Lehen übereignet. Aus dessen Erbe kam es an den Kurfürsten Christian I., wodurch es um 1590 als Amtsdorf zum Kreisamt Freiberg gehörte.
Seifersdorf lag wie Großschirma bis 1856 im kursächsischen bzw. königlich-sächsischen Kreisamt Freiberg. Ab 1856 gehörte der Ort zum Gerichtsamt Freiberg und ab 1875 zur Amtshauptmannschaft Freiberg. Durch die zweite Kreisreform in der DDR kam Seifersdorf im Jahr 1952 zum Kreis Freiberg im Bezirk Chemnitz (1953 in Bezirk Karl-Marx-Stadt umbenannt), der ab 1990 als sächsischer Landkreis Freiberg fortgeführt wurde.
Am 1. März 1994 wurde Seifersdorf nach  Reichenbach eingemeindet. Durch die Eingemeindung von Reichenbach nach Großschirma ist Seifersdorf seit dem 1. Januar 1999 ein Ortsteil von Großschirma. Seit 2008 gehört Seifersdorf zum Landkreis Mittelsachsen. Kirchlich gehört der nach Langhennersdorf gepfarrte Ort zum Kirchspiel Langhennersdorf.

## Verkehr
Östlich des Orts verläuft im Nachbarort Großschirma die Bundesstraße 101. Parallel dazu verläuft die Bahnstrecke Nossen–Moldau, welche auf dem Abschnitt Nossen–Freiberg momentan ohne Personenverkehr ist. Die im Norden verlaufende Bundesautobahn 4 ist über die Abfahrt „Berbersdorf“ erreichbar.